# 十字架與吸血鬼角色列表
十字架與吸血鬼角色列表為日本漫畫《十字架與吸血鬼》及其外傳、動畫、遊戲登場的角色。

## 主要人物
（括號內為廣播劇CD的配音員，動畫版相同）
青野月音（配音員：岸尾大輔）
本作男主角 6月22日出生，巨蟹座B型，漫畫第2季為16歲。十分優柔寡斷，說謊能力十分差，從哪裡看都是一個平凡的少年，因為高中考試失敗，無意間入讀了陽海學園，於是隱瞞人類身份在學園生活，現在加入了新聞部。於開學禮遇到赤夜萌香並喜歡上她，當月音看到她時就會很不冷靜。他神奇地受人（妖怪？）歡迎，特別是有很多女生喜歡上他。當他發怒時，他的表情會變得歇斯底里（請見漫畫第14回）。被稱為「平凡」是因為他成績平平、考試中的名次在正中心，體育如同人類一般，經常為自己是人類而萌香她們是妖怪的品味及喜好而嘆氣（曾因吃了魔榴槤而食物中毒）。能摘下萌香胸前的十字架，使萌香「覺醒」，現在為自己的一個夢，在夢中，其所開設的後宮在問要選舉誰要和自己一起，而嫌惡自己（漫畫第2季第23回）。
他慢慢適應學校的生活，並變成學園中的大紅人。但是因為他受歡迎和其性格及行為而被流浪妖敵視，成為流浪妖結成的組織「反學派」的追擊目標及經常為救人而去當盾牌，每當月音瀕死時，萌香會從月音頸部灌輸吸血鬼的血，而使月音會暫時變成吸血鬼，因為妖力是輸血時由萌香身上借出的，所以當妖力用完時就會變回人類，變成假吸血鬼的月音，頭髮和眼睛也是變成了棕色和髮型轉了（請見漫畫第6卷封面），而眼睛就變為紅色，能多使用吸血鬼的力量（漫畫第11回）。但後來由於多次輸血，使他身體產生變化（請見漫畫第20回「侵食」），變成屍鬼襲擊朋友。得到身為驅魔人的理事長幫助，利用原理與萌香十字架一樣的「封魔之鎖」把能力封印。為了學園及人界、為了保護最愛的萌香、為了對抗嚴酷的命運，決心與叛亂的流浪妖挑戰，在漫畫第漫畫第27回「約定好囉」中得知自身想吸萌香的血，後被百式的誘惑攻擊下，接觸到萌香的血而屍鬼化，後用屍鬼化的力量打敗百式，之後決定想吸血也要忍下去和決不會傷害萌香，後在漫畫第28回「選擇」中被理事長退學，後因捉到塗鴉魔而不用退學。
現在由於月音所用的「封魔之鎖」並不是以月音使用為前提而製造的，所以月音一旦妖氣變強或使用，鎖就會壓抑不到，而使月音暫時屍鬼化，當屍鬼化後鎖就會開始自己破損，當完全破損後，月音就會完全屍鬼化（請見漫畫第28回）。現在的月音，身上是有十分多的傷痕，如緒葉斬在月音身上的X字（請見漫畫第2季第17回）。
現因月音想保護同伴的決心，現在能利用自己的意志使用吸血鬼力量，並不會失控（請見漫畫第28回）。
月音變成屍鬼後，因為月音原本是人類，所以也不會怕吸血鬼所怕的事物（如水）。
漫畫是高中1年3班。
在漫畫第18回「新學期」中被美逸推薦成為班長後在漫畫第20回「侵食」中經全班投票而成為班長。
動畫和漫畫的座位是不同的。漫畫起初是在碎藏的右下邊，後來碎藏調去了白雪的右邊（請見漫畫第20回「侵食」）。
在漫畫是和萌香、美逸和碎藏同班而第一季動畫時是高中1年級的1年3班，和萌香、胡夢及美逸同班，座位是座在萌香前面，美逸後面，碎藏的左邊。
動畫第2季時升上了高中2年級的2年1班，並和萌香、胡夢、紫及美逸同班，座位也是和動畫第一季時一樣，座在萌香前面，美逸後面。
漫畫第2季時升上了高中2年級，和萌香、胡夢、紫及美逸同班。
在漫畫第2季第5－6回中，因為在半年沒有用吸血鬼力量，所以當使用時就失控，後被紫及瑠妃一起使用「封魔結界」先不再失控。
漫畫第2季第15集中，和瑠妃一起被理事長送去妖怪的樂園使用貝爾蒙特來修練如何運用妖力。
漫畫第2季第16集中，和裏萌香一起度過了一天。
漫畫第2季39回中，請求東方不敗幫他特訓，而在同話東方不敗接受了這請求。在漫畫第2季第41回中，在接受了東方不敗的術式「裹109式人體改造術」中108針後吸血鬼之血突然失控，變成完全化屍鬼，但在和東方不敗交手後，東方不敗說出月音變成了比屍鬼更可怕的妖怪，是變成有阿爾卡特氣息及力量的妖怪（因月音的吸血鬼力量是萌香給予的），後被在胡夢和月音接吻時把月音的靈魂拉回來後被東方不敗使用「裹109式人體改造術」中第109針攻擊而變回人類，後因完成「裹109式人體改造術」而得到提升妖氣的「增幅經胳」和讓妖氣的本質發生變化的「變換經穴」，現在已經變成一個出色的妖術師。在漫畫52回中，可以自行短暫解除「封魔之鎖」的封印能力來使用全力戰鬥，之後又在第59回時發動「封魔之鎖 第二封印·解除」。
在漫畫55回中使用了「東方不敗流·無影刀」來破解亞愛的「崩月次元刀」，後在漫畫56回中使用「封魔之鎖 第一封印·解除」來增加妖力來和亞愛戰鬥，但當使用妖力過多身體就會變成妖怪。
其在東方不敗身邊學識的招式有「東方不敗流·爆瑠陣」、「東方不敗流·無影刀」及「無影刀·暗切」。
最後解除封印，並在大家的幫助之下成功妖化。月音为了救快死的萌香而解开了自己的封魔锁，最后两人都成为了新的吸血鬼真祖。戰鬥結束之後，被御子神託付，成為了他的繼承人，最後与众人回归阳海学园。
赤夜萌香（配音員：水樹奈奈）
本作女主角 5月8日出生，金牛座O型，儀容端麗、頭腦學識都很完美的美少女。她的原形是一名吸血鬼，和心愛是同父異母的姊妹（請見漫畫第2季第3回）。喜歡第一次直接吸的月音的血（因為月音的血既甜度、美味度及口感在萌香口中是絕配，請見漫畫「幸福的預感（番外篇）」）及魔榴槤（漫畫第2季第2回）。因為在人間的學校被孤立，所以討厭一個人做事，一直想要朋友。在陽海學園的考試中成績是排第13名，與月音一樣是新聞部的成員。由於身為吸血鬼，一旦碰到水就會感到虛弱痛苦，因此無法下水游泳，漫畫及動畫中吸血鬼是不怕曬的，和萌香是怕曬太陽來曬黑所以無論什麼時候也是穿長袖衣服（請見漫畫第4卷中的漫畫超多餘的卷未劇場IV－拖萌香一起下水）。
因為有胸前的十字架暫時抑制吸血鬼的力量，但不知為何月音能摘下十字架，事實上是因為十字架被設定為只可由人類摘下。十字架其實是由萌香媽媽以念珠和頸鏈連在一起製作的護身符。當十字架被摘下時，萌香便會「覺醒」，變成別的人格，成為冷靜兇惡的不死吸血鬼。在妖怪中是最強的種族，被稱為「力量的大妖」，但當十字架被摘下太長時間就會使十字架的封印變弱的危險性。平時她的頭髮是向右陰和有一根呆毛突出向左和是紅髮黑瞳及、黃色虹膜的〈動畫中為粉紅色頭髮黑瞳、綠色虹膜〉，當覺醒時會變成頭髮向左陰呆毛會在左眼下變成像陰一樣（但無在其他陰合在一起）及銀髮紅瞳。在覺醒後依然喜歡月音的血。雖然沒有明確表示，但對月音抱有好意，在胡夢和美逸或其他人在吵架時，永遠也是說同一句說話要求她人和好（次次也是說：「算啦算啦，xx同學」（xx為在吵架的其中1位同學），因此也會被在吵架中的同學說會不會講第2句，這時萌香也會加入戰團一起吵架加打架（請見第2季動畫第4集）或是為了爭月音而和其他人打架，因為月音變成屍鬼而自責，本想從此在月音等人面前消失，後因月音的告白和胡夢的一番說話而再次回到月音等人身邊（請見漫畫第7卷，漫畫24回－26回）。在漫畫第漫畫第27回「約定好囉」中因強烈忍住不吸月音的血而貧血，後被月音的話打動而開始吸回月音的血，在漫畫30回中，在和瑠妃談話時被吉井霧亞捉走。
現在就像中了吸月音的血癮，1個月中，就算平常無論如何忍耐不吸月音的血也會有一天忍不住而去吸月音的血（請見漫畫第27回）。
當她發怒時，萌香的表情也會變得很歇斯底里（漫畫第35回）。
漫畫是高中1年3班。
動畫和漫畫的座位是不同的。漫畫不是座在月音後面，而是相隔幾行的座位。
在漫畫是和萌香、及美逸和碎藏同班，在動畫第一季時是高中1年級的1年3班，和月音、胡夢及美逸同班。
漫畫第2季時升上了高中2年級，和月音、胡夢、紫及美逸同班，座位是隔月音兩行，由門口數上來第2行第2個位。
在動畫第2季時升上了高中2年級的2年1班，並和月音、胡夢、紫及美逸同班，座位也是和動畫第一季時一樣，座在月音後面，胡夢左邊。
在動畫第2季第6集時，成為了馬獣工業的「真。總長」及「十字架」番長
在動畫第2季第11集時，被莉莉絲之鏡照到，令萌香和裏萌香也分裂出來。
在動畫第2季第12集時，因為大結界中的十字架受到破壞，而自己的十字架正是和大結界中的十字架一樣，而自行由月音的手解開十字架放上去大結界中，後來由於把十字架放上了大結界中，這使自身的表人格消失了，後來在動畫第2季第13集時，月音在萌香老爹手上拿了一個新的十字架，這使自己重回到世上。
在漫畫第32回「鎖」中，為了救月音而自行解鎖給裹萌香現身，這時鎖被表萌香破壞，反來鎖被理事長收復。
在漫畫第2季第8回時自行喝了「一喝就變成大人」來變小自己去救心愛，等心愛也知她們現在也一樣是小孩，變小後的眾人有一招兒童限定合體超級奧義－「彩虹毀滅者」，在漫畫第2季第23集中，黃芳芳問萌香等人是月音的什麼人中，只有萌香是答朋友。
在漫畫第2季第4卷單行本的畫蛇添足卷未劇場IV中得知萌香在觸電方向是「有派」的。
在漫畫第2季第34回中得知，表萌香原本只是虛擬人格，但後來就變成有了自我。
裏萌香（配音員：水樹奈奈）
萌香的另一個人格，也是本來的人格，事實上這個才是真正的萌香，不過大家都習慣把這個人格稱為「裏」萌香，平常被十字架的力量所封印。她偶爾也會和表人格的萌香對話，例如：第3話「去參加社團活動吧」（『SI 1卷』124－125頁）。表裏兩個人格雖然各自獨立、但記憶卻是共有的（第24話「ナイトメア」『SI 6卷』、135－177頁）。一旦十字架被摘下，就會和表萌香交換人格，而再度戴上十字架後又會變回平常的表萌香。一旦封印解開，外表就會變成吸血鬼專有的特徵－銀髮紅瞳，身體也會稍微有些成長（三圍從上到下分別是90（D）－58－88）（「陽海學園人物図鑑02 裏萌香」『ガイドブック』24－25頁）。
擁有與「力量的大妖」之名相符的戰鬥力與氣質，講話語氣也相當強硬（被其他女主角們說是惡女）。口頭禪是「好好秤秤自己的斤兩吧（身の程を知れ）」和「有點自知之明吧」。雖然不論是頭腦或是身體能力都遠勝於表萌香，其腿法已精通到所有踢腿方式也能使用（其所精通的腿法已知有飛踹、側踢、後側踢、迥旋踢等等請見動畫第2季第12集），但也有料理能力非常糟這個弱點（請見漫畫第2季第26回）。與表萌香不同，經常都是以冷冷的態度對待月音，但其實也是很喜欢月音，其說話的態度和相法及行動大多也是和[表]萌香是不同的，如[表]多數也是以和平的方法來解決問題，但裏萌香是以[與其和解不如流血]的方法來做事的（請見漫畫第16回，動畫第一季第10集），為了令月音不受屍鬼的痛苦和自責把月音變成屍鬼而打算殺了月音，後來經學園長的幫助下，先不再殺月音。
在漫畫第38回中打算搶莉莉絲之鏡用來隨時方便交換人格，從而不用月音幫手摘下十字架而使月音安全，但後來被月音的說話打動，放棄了要莉莉絲之鏡。
在漫畫第2季第15集未得到了貝爾蒙特來幫月音特訓，這使十字架的封印可以失效，令裏萌香可以長時間出面和不會像莉莉絲之鏡照射出來後被十字架變弱，並和月音度過了輕鬆的第一天（其中去了很多商店購物，但全是月音付錢），後說明了她可以對月音或由月音對她牽手、挽手腕，但只有月音不可以抱住裏萌香，後來的特訓就真的是地獄式特訓。
其於是和萌香一起使用這個身體，所以在起居飲食方面也有對表萌香的要求，要萌香好好照顧這兩人為一體的身體（請見漫畫第2季第26回）。
因在漫畫第2季第26回中一天都是以裹萌香在陽海學園生活，所以使十字架的封印暫時失效，使表萌香不能回來，但是裝回十字架後也能像平時一樣有兩人的內心對話，現正努力做到兩合為一（漫畫第27回）。在漫畫第31回中，意外地得知裹萌香喜歡小兔。原本是沒有真祖的力量，但因為出生時的難產，在萌香就快死之時，阿卡夏把自己的血給了萌香，因此萌香就有真祖的力量（真祖的力量是只有吸取真祖的血先有，維存是不會有的）。
在漫畫第2季第37回中，因為要保護月音等人，所以自行被亞愛帶走，後來第38回中，因為被東方不敗無聲色地收復了十字架，所以現在和表萌香交換番了身體。在第42回中得知，小時候和亞愛對戰的對戰成績是12勝117敗。
過去的記憶全記得，但只有和母親有關的記憶就沒有，因為十字掃封印了有關母親的記憶。
之所謂平時這樣對待月音是因為除了自身性格的關係外，也是十分害怕一旦接近月音太近，月音就會好像母親一樣消失，所以就算只有在戰鬥時才被人需要，就算和月音之間的連繫只有守護也無問題，所以自身認為自己一人也可能，誰都不接受自己都無事，心想只要能不再失去任何人，就算自己永遠得自己一人也可以，所以在漫畫54回中，為了救月音而打算完全解除十字架封印來覺醒，但被月音阻止了，後來被月音的說了：「不要所有事都自己背負，現在輪到我來守護你了」而打動。
在漫畫55回至56回中，和月音一起對抗亞愛，但在56回中被玉露突襲，並摘下十字架來令到阿爾卡特完全覺醒。
在漫畫56回中得知，十字架徐了能抑制吸血鬼的力量外，還是一個阿爾卡特的駕馭裝置，因此拥有十字架的人可以隨心所欲地操縱阿爾卡特。
作者池田乃是將「吸血鬼」「酷」「美麗」這三點結合起來，創造出來的角色。（「キャラクター誕生秘話 裏萌香」『ガイドブック』123頁。）
在後日談afterstory中得知，現在裏萌香的性格中已經變得熱情開朗不再是過往的冷酷，頭髮中淡淡中出現了櫻花色，暗示表裏萌香的靈魂合而為一。
在漫畫最後一回得知，原來萌香的表性格，是母親阿卡夏將自身記憶消除之後，而加諸在萌香身上的，其目的是為了保護萌香。所以，表性格其實就是阿卡夏的性格，而最後，阿卡夏短暫的出現，把萌香的表性格，以及與月音一起生活的記憶全部帶走了。
與其他人（妖怪）戰鬥是以「秒」來計算的，目前「最速解決」的「榜首」是胡夢。

## 陽海學園
陽海學園由於長年都處在大結界的包圍之中，所以是沒有季節的存在，而在漫畫第2季第10回中，因為在調整大結界所以到至氣溫上升了41°。
陽海學園內設有小等部及中等部的孤兒保育院。由於學園是以和人類共存而存在的，所以就算是身體檢查也是以人類的型態來檢查。
在校園地下有一條的通道，是前輩代代相傳的秘密通道去體育館偷窺用，只有被選中的人可以先進去，但這條通道現在被女生發現了。
在漫畫第2季第39回中，理事長決定要動員整所陽海學園與御伽之國戰鬥。

### 新聞部
黑乃胡夢（配音員：福圓美里）
8月2日出生，獅子座A型，在原著漫畫第1卷首次登場，身高153cm（實際身高為152.9cm）、體重42kg、三圍：B92 W55 H85<此為動畫版第二季資料>，在漫畫超多餘的卷未劇場VI中，得知胡夢的上圍是G罩杯的，其頭髮顏色是遺傳自母親的。動畫中口頭禪是「yahohoo」，在穿校服時，是穿短袖恤衫、外加冷衫及迷你裙。成績及學習能力不太行（經常要補課，但多數都會走堂），身材極佳，是個性感的巨乳美少女，隨便走一走，跳一跳，胸部都會晃動得十分激烈，想要在陽海學園中創立自己後宮，原形是夢魔。擔負了一族的重托，相信在陽海學院中能找到命運中的另一半。原先想搞定陽海學院中所有男生，再慢慢挑選。但由於萌香的出現計劃並不順利，便決定用自己的特殊能力和誘惑性十足的性感巨乳好身材催眠月音，藉此打擊萌香。不料被催眠後的月音仍然想着萌香，惱羞成怒的決定殺死他，最後被解開封印的萌香瞬間擊敗。覺醒後的萌香擊敗黑乃之後本想將其重創，以防止她再威脅月音，結果被月音阻止。黑乃被月音救下後，就將自己命運中的另一半鎖定成了月音，成為了萌香第一個競爭對手。隨後跟隨在兩人身邊並加入新聞部，在學園重建的半年中，和美逸做了近半年的尊對裹萌香用的特訓（是去了學園武道館取經）和由銀做師父所訓練她們，但因銀在訓練時經常性騷擾，所以胡夢和霙都在等銀有一天犯罪然後能公報私仇，在漫畫第2季第8回時自行食了「一喝就變成大人」來變細自己去救心愛，等心愛也知她們現在也一樣是小孩，變細後的眾人有一招兒童限定合體超級奧義－「彩虹毀滅者」，在漫畫第2季第23集中，黃芳芳問萌香等人是月音的什麼人中，胡夢是答戀人。
在動畫第1季第2集中，被裏萌香只用了76秒就KO了，在動畫第2季第7集中，和紫及美逸一起被裏萌香只用了23秒就KO了。
在動畫第1季第3集中，被月音看見了內褲入面的「環境」和在第2季第7集中被月音看見了全裸。
特殊能力是催眠及幻像,也可侵入他人內心（被夜叉稱為極優秀能力），戰鬥能力中下。變回原形後有翅膀可以飛行，一直被用于运载工具。（初期只有她会飞行，後期多了瑠妃。）
意外地是一名路痴（請見漫畫第2季第5集）。
漫畫第12回中得知，可能是1年4班。
動畫和漫畫的班級是不同的。
在動畫第1季時是高中1年級的1年3班，和月音、萌香及美逸同班。
漫畫第2季升上了高中2年級，和月音、萌香、紫及霙同班，座位是在月音的前面。
在動畫第2季時升上了高中2年級的2年1班，和月音、萌香、紫及霙同班，座位也是和動畫第一季時一時，座在月音右下，萌香右邊。
因為母親的關係及對方是情敵，現在和霙經常吵架，有時還會變打架。
其料理時會放大量的媚藥、春藥及壯陽藥，和十分擅長製作點心，校報上的原創點心食譜也是由胡夢來製作的。
喜歡食魔榴槤（漫畫第2季第2回）
和美逸有一招兩人對裹萌香用奧義「白黑二重奏第9番」、「白黑二重奏第3番」、「白黑二重奏第13番最後的·華爾茲」
在漫畫第2季第4卷單行本的畫蛇添足卷未劇場IV中得知胡夢在觸電方向是「沒有派」的。
在漫畫第2季35回中因聽到月音對萌香告白而失意，後來甚至因為夢魔是靠戀愛為生，因而身體出現很多問題，後來在第40回中想清楚自己一直係月音身也不能保護他，後來月音變成有阿爾卡特氣息及力量的妖怪看見了這情形的自己後悔只能看月音受苦，第41回中利用夢魔的能力（以接吻方式，這是胡夢的初吻）成功阻止月音屍鬼化下去，後來決定一直留在月音身邊。
在漫畫第2季第40回中，在東方不敗所創造的特殊空間中只有胡夢和銀是沒有修練。
在漫畫第2季第52－53回中，和美逸一起挑戰亞愛，但最後被亞愛打敗。
仙童紫（配音員：こやまきみこ）
10月3日出生，天秤座O型,在原著漫畫第2卷首次登場，是11歲就跳級到陽海學園的跳級生（請見漫畫第5回），天才少女，喜欢恶作剧及不喜歡認輸的個性及毒舌，經常說出和自身年齡不符合的話。在第2季漫畫第25回中的身體檢查得知其上圍是B71cm，原形是魔女後裔。其頭髮是顏色是遺傳自母親的。穿校服時會外加戴着一頂尖端巫師帽及斗蓬。起初喜歡萌香而對月音有敵意，在學校中成績排行全校第一，但因為太突出及魔女的身分被其他妖怪忌妒，差點被蜥蜴人給吃掉，幸虧月音，萌香和黑乃即时赶到才捡回一命，而後對月音也有好感，現在也是新聞部成員。
魔女的能力似乎尚未覺醒，只能使用一些漂移和操縱物體的魔法，主要用于恶作剧。后面可以扔铁制的占卜牌和铁制臉盆，并通过一些辅助魔法增加铁占卜牌的攻击力。虽然如此，由于年龄等关系，戰鬥能力仍然很弱。不过可以配制各种药品，还可以给其他人处理伤势，是不可多得的辅助形人才。能在巫師帽中拿出道具。和心愛的感情好好（請見第2季漫畫第7回），在漫畫第2季第8回時自行食了「一喝就變成大人」來變細自己去救心愛，等心愛也知她們現在也一樣是小孩，變細後的眾人有一招兒童限定合體超級奧義－「彩虹毀滅者」，在漫畫第2季第23集中，黃芳芳問萌香等人是月音的什麼人中，紫是答小妾。
在漫畫第2季第1回中，發明了以莉莉絲之鏡為藍本，能把人的理性沖散，變得直率的媚藥「恍恍惚惚君」及在第2季漫畫第7回發明了「一喝就變成大人」的藥丸使心愛長大（藥丸變成大人的有效時間為12分13秒，過了12分13秒之後就會變成小孩，這是失敗之作），由於可以說是新聞社中最聰明的人，所以經常會給人解說，及分享知識，有時就連不是小朋友要知的事也能解說出來，漫畫第2季第25回中發明了道具「以心傳心」（不用說話也能把想法傳給別人），後被黃芳芳誤用而交換身體了，後用「以心傳心·改」反坦克火箭砲型，和芳芳在身體檢查中交換番身體。
和橙條瑠妃有合體魔法，「黑色封印之陣」（請見動畫第一季第13集），及「封魔結界」（請見漫畫第2季第6回）
漫畫第2季時是12歲。
漫畫第2季升上了高中2年級，和月音、萌香、胡夢及霙同班。
在動畫第2季時升上了高中2年級的2年1班，並和月音、萌香、胡夢及霙同班，座位是座在美逸右邊。
在動畫第2季第4集中，被藥丸麻子變成了大人，藥丸麻子把紫變成大人的目的是吸收紫的負面能量，後來被及時來到的月音眾人救回。
其料理時會放大量是和魔女有關的事物的食才。
在動畫第2季第7集中，和胡夢及霙一起被裏萌香只用了23秒就KO了。
喜歡食魔榴槤（漫畫第2季第2回）
在漫畫第2季第4卷單行本的畫蛇添足卷未劇場IV中得知紫在觸電方向是「有派」的。
在漫畫第2季第40回中，在東方不敗所創造的特殊空間中的修練是和芳芳一起做拍檔（是由猜拳來抽籤）。
在漫畫第2季第48回中，學識了召喚術。
其召喚術有「召喚·炎閻蟲」、「鋼座頭蟲」、「醫龍」
白雪霙（配音員：釘宮理惠）
3月11日出生，雙魚座A型，能够自由操纵寒冰的雪女，在原著漫畫第5卷首次登場，在漫畫第2季第10回中17歲，其頭髮顏色是遺傳自父親的，原本頭髮是長髮，後來剪短頭髮了（請見漫畫第18回－19回，動畫第1季第7集）。並不穿校服回校的，只穿便服回校，在上學期因為某一件事情（漫畫第19回說明了是因為在第1學期對了小壷 奧人說最喜歡了之後被性騷擾而冰凍而小壷 奧人，後來被小壷 奧人對校方投訴到停學，停學結束後也不番學了），所以沒有上學。在這一段時間因為貓目老師定期把新聞部出版的報紙給白雪美逸看，白雪美逸讀了月音寫的報道後，而成為他的崇拜者。是月音班中一位文静的同学。因为太過喜歡月音，但又很害羞，所以經常跟踪月音，常滿懷熱情的躲在暗處的偷窺月音，有時會阻止其他女主角接近男主角而將女主角結成冰，是一個古怪、危險又超萌的女孩。戰鬥能力屬中等（其能力已能製造出冰人偶），無時無刻都會在口中含一枝珍寶珠（用來調節體溫用，裡面富含寒氣，只要舔一口就可以令身體變涼），基本上每次都含著不同的口味，但本人喜歡可樂味。(請見漫畫第10卷中的超多餘的卷未劇場X中的－最常見的問題及不好懂），及不知為何，其內褲每次露出也是藍白間低橫紋的及連穿體育服時的襪也是橫紋，和泳裝也是橫紋（第2季漫畫第19回）。在學園重建的半年中，和胡夢做了近半年的尊對裹萌香用的特訓（是去了學園武道館取經）和由銀做師父所訓練她們，但因銀在訓練時經常性騷擾，所以胡夢和美逸都在等銀有一天犯罪然後能公報私仇。在漫畫第2季第8回時自行食了「一喝就變成大人」來變細自己去救心愛，等心愛也知她們現在也一樣是小孩，變細後的眾人有一招兒童限定合體超級奧義－「彩虹毀滅者」，在漫畫第2季第23集中，黃芳芳問萌香等人是月音的什麼人中，霙是答妾子。
在漫畫20回中得知，其於成個學期也沒有回校上課，因而被起了「翹課天后」這個不名譽的綽號。
漫畫是高中1年3班。
動畫和漫畫的座位是不同的。
漫畫是座在碎藏的右邊（請見漫畫第20回「侵食」）
在動畫第1季時是高中1年級的1年3班，和月音、萌香及胡夢同班。
漫畫第2季升上了高中2年級，和月音、萌香、胡夢及紫同班。
在動畫第2季時升上了高中2年級的2年1班，和月音、萌香、胡夢及紫同班，座位也是和第一季時一樣，座在月音前面。
其所住的宿舍是b棟，房號是106（請見漫畫第19回）。
因為母親的關係及對方是情敵，現在和胡夢經常吵架，有時還會變打架。
最初料理能力本身是不太行的，和在煮完食物後都會把食物結冰來食，因自身不是太接受到太燙的食物和事物，所以自己所做的料理都在熟了後被美逸用雪女的能力結成冰來食和使用菜刀是不太行的，但使用自己的手變成的冰刀切食物卻十分利害，後來經過自己的努力和瑠妃的教導下，料理能力有所上升了，其後更自創出自我流食品，全是用冰及其他食物所創作出來的食品，這自我流食品在校園大受歡迎。
其自信料理作品是只有雪女先可以煮出來的「亮晶晶刨冰咖哩」及「冰土豆燉肉」，其刨冰是用就算是雪女有邪念也不可能做出來的單晶冰（請見動畫第2季第5集）。
因為怕燙，所以連浸溫泉也要放冰降溫和就算要睡也要把床和枕頭冷凍下來先可以睡。
在動畫第2季第7集中，和胡夢及紫一起被裏萌香只用了23秒就KO了
漫畫第2季第2回中有一招是以對裹萌香用奧義「零理。流雹彈」。
和胡夢有一招兩人對裹萌香用奧義「白黑二重奏第9番」、「白黑二重奏第3番」、「白黑二重奏第13番最後的·華爾茲」
喜歡食魔榴槤（漫畫第2季第2回）
漫畫第11回中被藤咲雅強吻及差點侵犯美逸，但因為藤咲雅認為美逸還是小鬼孩所以就沒有侵犯美逸，但在美逸心中已是侵犯了，所以打算自殺，自殺時被胡夢所救，被胡夢救時被胡夢強吻說這未什麼，後在胡夢的抱中放聲大哭。
在漫畫第2季第4卷單行本的畫蛇添足卷未劇場IV中得知美逸在觸電方向是「中間派」的。
在漫畫第2季第40回中，說出因為自從在雪女村被月音看到自己的一切後就決定了就算無法和月音在一起也無所謂，即使這樣，也會跟隨月音到天涯海角。
在漫畫第2季第40回中，在東方不敗所創造的特殊空間中的修練是和瑠妃一起做拍檔（只有瑠妃和她是沒有抽籤的）。
在漫畫第2季第52－53回中，和霙一起挑戰亞愛，但最後被亞愛打敗。
森丘銀影（配音員：關智一）
陽海學園二年級的2年1班的學生（請見漫畫第4回），月音等人的學長，说关西方言，新聞部的社長，原形為狼人。
7月8日出生，巨蟹座A型，一開始喜歡萌香，為了得到她的心而陷害男主角偷窺女子更衣室，但是未成而惱羞成怒攻擊萌香，形成狼人和吸血鬼的大戰，最後因天時不和被擊敗。雖然好色，像是喜欢用摸胸部来打招呼或偷拍，但是對部員相當維護，為了幫助被公安發現是人類的月音挺身和九曜戰鬥，和認識的女性見面時會對其作出性騷擾，和也是一個花花公子。
滿月時的能力最強，被稱為「速度的大妖」，與吸血鬼有匹敵的戰鬥力，滿月時移動的速度連覺醒的萌香也跟不上，以前有「狂犬」這一綽號（因每天也在打架），後來被燦不離不棄的仲出援手而不再經常打架，還開始努力新聞社的工作，所以燦對銀來說是感恩的，然後現在燦有危險也立即去幫。和宮本 灰次是朋友，在漫畫第2季第22回中和宮本毀滅了御伽之國第七支部。
在動畫第2季時升上了高中3年級。
其使用的相機牌子是Nokon（請見動畫第2季第8集）
招式有「瞬速」
在漫畫第2季第40回中，在東方不敗所創造的特殊空間中只有胡夢和銀是沒有修練。
畢業後開始到燦所在的海邊民宿工作。
橙條瑠妃（配音員：千葉紗子）
在眾多女主角中，唯一不是學生的一人。12月11日出生，約17歲左右，射手座A型血。
隨時有乌鸦在身邊，是魔女族的少女。在動畫第9集登場。在原著漫畫第4卷首次登場。年幼的時候，父母因為車禍身亡。從此，憎恨全部的「人」和「人類文明」。於是由一位「主人」收養。衣著的風格是哥德蘿莉和十分喜愛穿長裙，口頭禪是「說來話長」。
漫畫中，原本對「主人」十分忠心。可是，遇到月音後，質疑「主人」毀滅人的決定。最後因違抗「主人」而被「主人」攻擊，療養一段時間後成為理事長的秘書。使用魔法書加咒符就能使出「創造事典」及「連鎖魔法」（漫畫第2季第45回）及自身最強禁忌魔法「自縛系最上位禁呪 鋼鐵的少女」（會把施術者的性命削減的禁忌魔法），變成鋼鐵的少女後再變成攻擊型態用了「受虐的羽毛」這一招打敗了御伽之國第5支部長－雷禍。
動畫中，瑠妃的「主人」已死。所見的只是因瑠妃不能接受事實所製造出的影像。最後由瑠妃使出禁斷魔法攻擊眾主角，但也被眾主角打敗。其後和眾主角成為了戰友。
在動畫第10集中被裏萌香只用了1秒就KO了。
動畫第13集中在月音被眾人Kiss時，瑠妃也Kiss了月音下去，這也看得出瑠妃也對月音有好感及動畫第2季第8集中可以看出瑠妃對月音的好感。
實力為是普通學生之上，因為過去的生活經歷，有著喜歡被人命令的癖好和是一個M屬性的人（請見漫畫第2季第15回），及其泳裝是SM泳裝（請見漫畫第19回），在漫畫第2季第23集中，黃芳芳問萌香等人是月音的什麼人中，瑠妃是答玩具。
漫畫第20回「學園之闇」中開始為學校短暫服務，有時會做家政科的臨時講師（漫畫第2季第26回）。
漫畫第二部第8回開始成為新聞部的顧問。
和仙童紫有合體魔法，「黑色封印之陣」（請見動畫第一季第13集），及「封魔結界」（請見漫畫第2季第6回）
其能使用變身魔法，這大多也是會變烏鴉。
其飛行時的3對翼是像劍一樣鋒利的及是黑色的（請見漫畫第14回）。
其使魔是烏鴉（請見動畫第一季第13集）。
自身其中一招魔法名叫「使魔包圍陣」（請見動畫第一季第13集）。
在動畫第2季時，常以不同的校園職位登場，並會自言自語說這是因為很多事情，其後在第8集時得知，瑠妃平時是以管理大結界為前題而在學校工作，平時以不同的校園職位及雜務來工作是為了掩飾其在學園的真正工作。
在動畫第2季第8集時得知，其所穿的內衣褲是十分之強大及大膽的。
本身因為自己不是學生而不能接近月音這事令自己十分之介意，但後來因月音的一句話「就算是這樣你也是我們的伙伴」而放下心頭大石去努力接近月音（請見動畫第2季第8集）。
在漫畫第2季第8回時自行食了「一喝就變成大人」來變細自己去救心愛，等心愛也知她們現在也一樣是小孩，變細後的眾人有一招兒童限定合體超級奧義－「彩虹毀滅者」。
漫畫第2季第15集中，和月音一起被理事長送去妖怪的樂園幫助月音使用貝爾蒙特來修練如何運用妖力。
在漫畫第2季第4卷單行本的畫蛇添足卷未劇場IV中得知瑠妃在觸電方向是「有派」的。
在漫畫第2季第40回中，在東方不敗所創造的特殊空間中的修練是和霙一起做拍檔（只有美逸和她是沒有抽籤的）。
朱染心愛（配音員：齋藤千和）（season II登場）
11月2日出生，天蠍座A型，在第二季漫畫第3回中初次登場。15歲，外觀是雙馬尾的橙色頭髮，及喜愛穿長筒襪，性格是超級粘貼劑（一旦有目標，就是目標在什麼地方也可以追蹤到，一旦精神收到太大的壓迫，就會飆狂起來，如揭起萌香的裙（漫畫第2季第8回），喜歡看BL的書物（請見漫畫第2季第23回），小時候就已經是麻煩製造者。十分之愛吃甜食，萌香四姊妹中一名同父異母的妹妹，也是四姊妹中的最年幼的。與萌香不同，身上沒有十字架封印吸血鬼力量。有能夠化為武器的蝙蝠—小蝠為寵物。一直希望可以打敗萌香，所以一直追蹤萌香。其實是想見到自己的偶像－裏萌香，和萌香一樣也是十分喜歡月音的血，和喜歡裏萌香到達了「姐控」的地步，在漫畫第2季第8回加入了新聞社。
在動畫第2季第11集時，在學校寶庫偷了莉莉絲之鏡，但不小心和來陽海學園的響子交換了盒子。
在漫畫第2季第7回中，因食左由紫製作的「一喝就變成大人」後短暫變成大人，但因是失敗之作，所以之後變成小孩，後因自暴自棄而走時，被之前因輸了被心愛而想報復的空手道成員攻擊，後被變細的萌香等人所救，變細後的眾人有一招兒童限定合體超級奧義－「彩虹毀滅者」。
在漫畫第2季第4卷單行本的畫蛇添足卷未劇場IV中得知心愛在觸電方向是「沒有派」的。
在漫畫第2季第40回中，在東方不敗所創造的特殊空間中的修練是和灰次一起做拍檔（是由猜拳來抽籤）。

### 老師
貓目靜（配音員：井上喜久子）
月音和萌香的級任老師，原形是貓妖。非常喜欢吃鱼。
經常被李李子及奥人吐嘈為何有問題的學生都是在貓目靜自己的班，和自己是經常和學生說不要犯在學校時間變回妖怪型態，但自己就經常露出自己的貓尾（這也經常被自己的學校吐嘈）。
自己有的必殺招式「木天蓼拳」（請見動畫第2季第8集）
漫畫是1年3理的導師，動畫第1季是1年3班，第2季是2年1班。
在漫畫超多餘的卷未劇場VI中，得知靜是不穿胸罩的。
漫畫第2季也是月音他們5人的班導老師。
石神瞳
喜歡美麗東西的美術教師。原形是能夠把生物化為石頭的梅杜沙，頭髮為蛇，若蛇咬到就會被石化。對美術的非常入迷，還過份扭曲說了藝術就是毀滅，曾將八名女學生變成石像。
因為被新聞部所揭露而遭停職處分。在被新聞部揭露事件後，企圖向月音和萌香報復。
曾經進行過兩次報復行動。先是把月音是人類的秘密告訴公安委員會的頭目九曜，以利用他消滅月音和萌香。但事後失敗。之後是在學園祭時（漫畫第36－38回）利用莉莉斯之鏡來把學園內的妖怪解除人類形態來製造混亂以消滅月音和萌香。最後也是失敗收場。
是向公安委員會說青野月音就是人類（請見漫畫第8回）。
動畫沒有登場。
籠女李李子（配音員：久川綾）
表面上是學園的熱情又性感的數學老師，受男學生歡迎。原形是上半身為人、下半身為蛇的拉米亞。
一直抱著「把學習成績提高」的理由而用自己的能力把知識直接灌入男學生中並洗腦。最後受到變成了吸血鬼的萌香重創，事件也被揭發，被停職2星期。
被裏萌香用了31秒KO。
漫畫是1年4班的導師
小壷 奥人（配音員：加瀬康之）
好色的老師，曾性騷擾白雪美逸，遭其冰凍。原形是挪威海怪（請見漫畫第19回，動畫第7集）。
在漫畫中，在白雪解溶了被她失控時所冰封的兩人後，在白雪走了之後，自己出手打傷被解溶冰封的兩人，並打到重傷及再冰封，後再誣陷白雪，等白雪被學校退學，後來被假吸血鬼化的月音打敗（請見漫畫第19回）。
紡 繭美
初登場於漫畫第27回「約定好囉」，是保健室老師，是全身都包着繃帶的女師。
艾克塞連特 瑪奇
初登場在漫畫第2季第26回，是月音他們的英語老師。
御子神 典明（配音員：佐藤正治）
陽海學園的創始人之一，是現任的理事長，原形是鬼神。
擁有「策士」的稱號，平時外表瘦弱。
捨棄冷靜與理性思考後，回歸的真面目是一名外表年輕，頭上長有雙角，身型健碩、性格暴虐的美男子。
希望以人類和妖怪建立良好關係為基礎，使人類和妖怪共存。他是一個強大退魔師（エクソシスト），「三大冥王」之一。 魔具為「審判之十字架（ロザリオ）」，力量非常強大。在月音屍鬼化時及時用「魔封じの鍵」將其封印。總是戴著風帽，因為素顏不明，學生們總是擅自想像帽子下的他的容貌。順帶一題，學校巴士的司機先生好像也是他的舊識。在動畫的最終回終於登場，並對月音說出命運試煉等深層意義的說話。和第一話登場的掉下陽海學園入學申請表的神父非常相似，而第一話登場時的神父一樣都是看不到樣子的。
有1隻妖怪種族為山嵐的寵物，名叫特古索。

### 公安委員会
本來是為了保護校園所成立的組織，但因權力太大，導致後來腐化。
螢絲（配音員：ゆかな）
公安委員會的一人。原形是络新妇，會利用毒素，控制其他妖怪，被裏萌香用了117秒KO（其117秒是因為要計算唱詞的時間）。
九曜（配音員：池田秀一）
自稱是守護學園治安的公安委員會頭目。絕對相信自己的判斷，若是他認為不正義的事，他必會「秉公辦理」。手上擁有極大權力，因此經常剝削學園內的弱者。雖然在學校內解除人類形態使用妖力是違反校規，不過，公安委員會擁有特權能夠使用妖力。
因為月音在新聞部的報紙批評公安的不正當，而把新聞部視為仇敵。原形是能夠擅長操縱火焰的九尾狐。
在漫畫第2季50回中，得知九曜是御伽之國派去學園的間諜。
其九尾狐的妖怪型態是有兩種的，一種是普通九尾狐，第二種就是由壓縮妖力而構成的毫無多餘雜質的「戰鬥型態／精強體型」（請見漫畫第10回，動畫第一季第13集）。而九尾狐是因有幾多條尾巴就有幾多力量，每多1年力量就會再上升，因憎恨月音帶給他的屈辱而不斷修練自己，在第2季第52回時，出現了第5條尾巴，這一條屈帶給了Entel Toul（Fire Emperor's Battle Suit）這裝備給他。
在其變回九尾狐後的招式有「朧－炎圈」（請見動畫第一季第13集）。
在變成「戰鬥型態／精強體型」的招式有「朧 火炎車」
的呀的呀子（配音員：後藤沙緒里）
見#動畫原創人物

### 其他同學
鰐淵 正（配音員：中尾隆聖）
一野瀬 珠魚（配音員：雪野五月）
游泳部部長，留著湖水綠波浪長髮的女性，原形為橘色魚尾的人魚，能夠吸引男人並吸收他們的精氣。
從開學的時候就盯上了月音，更一度把月音騙進游泳池，萌香為救月音，不顧自己是吸血鬼不能碰水，堅持跳進水中，後月音為救萌香拔掉十字架使其覺醒，覺醒後的萌香瞬間將珠魚把打敗。
叶 流行（配音員：無）
原型是蛞蝓妖，是偷竊狂，能利用自身的蛞蝓去任何女子房間偷窺及探知其弱點，及能放出毒氣令人身體無力，偷拍了胡夢的照片來脅迫胡夢和自己約會及拍寫真集（胡夢被迫換了12套衣物），後來胡夢被萌香等人所救，之後想要萌香，但被憤怒的胡夢利用既憤怒時所激發的潜在夢魔能力打敗。
索柏力石（配音員：無）
原型是巨怪，自稱人肉絞肉機力石，是摔角社的人，是個喜歡找強者戰鬥的人，打敗了強者就能證明自己是最強，得知月音打敗了九曜就找月音戰鬥，
宮本 灰次（配音員：無）（season II登場）
阳海学院空手道部主将，LOLI控（因為燦而覺醒），貌似和银过去是朋友，很喜欢燦，貌似也曾经被燦好好地修理过（請見漫畫第2季第5卷單行本的畫蛇添足卷未劇場V），說過小看空手道的家伙是不能饒恕。在漫畫第2季第22回中和銀毀滅了御伽之國第七支部。
在漫畫第2季第40回中，在東方不敗所創造的特殊空間中的修練是和心愛一起做拍檔（是由猜拳來抽籤）。
在漫畫第58回中得知灰次的原型是鴉天狗。
招式有「真空直拳突擊」、「真空，千枚貫」、「風牙直拳突擊」
黄 芳芳（配音員：無）（season II登場）
初登場在漫畫第2季第23回，阳海学院新生，是个神似女孩的男生，是機械狂熱少年，非常喜欢月音，第一次和月音見面就請月音在他身邊永久工作（也就是告白），中国大妖怪集团的独生子，一直想让月音入伙。原型是夜叉，可以召唤出各种各样的东西，但是自己也不知道会叫出什么。雖然繼承不到東方不敗的妖術，但就繼承到母親的武術才華，所以是一個天生的武術家。漫畫第2季第25回中道具不小心把紫的道具「以心傳心」誤用而和紫交換身體了，後被紫用「以心傳心·改」反坦克火箭砲型在身體檢查中交換番身體。因為是獨生子，和由於是黃飛鴻和苗恬恬的兒子，及黃飛鴻是黑幫老大及母親是苗家的，所以受到很多人的追殺，使自己一直也沒有朋友，所以當月音等人第一去自己家時就十分開心。在第47回中使用占卜，但占卜到後面有敵人追來，所以就自行留下來阻止敵人。
在漫畫第2季第40回中，在東方不敗所創造的特殊空間中的修練是和紫一起做拍檔（是由猜拳來抽籤）。
比起自己大難臨頭，同伴有危險時能發出更強的力量。
能使用古錢刀和使用古錢來占卜，但命中率只有80%
能使出「黃式·穿山撞肘」和其母親的招式「鏡花」
黄 鈴鈴（配音員：無）（season II登場）
初登場在漫畫第2季第24回中，黄芳芳的姐姐，很久以前就死了，原型是僵尸，所以年龄是个谜，因為已經死了，所以什麼事發生時有什麼意外也會說因為已經死了所以無問題，所以當自己錯時也會說因為我已經死了，所以不知道反省是什麼和因為已經死了所以把頭從身體拉出來也能做到，後來在漫畫第2季第24回中，在秋天運動會輸了後轉校到陽海學園3年級，和芳芳一樣也要拉月音去黃家。後來在和亞愛戰鬥時，因被亞愛斬傷和自己使用了同歸於盡的妖術「炎獄陣」後，原本就真的連身體也沒有了，但及時被東方不敗救回，現在42回中身體正在收復中。
識得使用東方不敗發明的「崩月次元刀」
識得用妖術「炎獄陣」
乾 潤也
在第漫畫第40回（番外篇）中登場，自稱和萌香一樣是吸血鬼但其實是模仿妖，雖然經常和萌香說吸血鬼的規矩（其規矩是吸血鬼只能和吸血鬼結合），但自己就是花花公子，經常用模仿來模仿被騙的女子的種族等她們放下警介而去騙她們，想把萌香搞到手而想去殺月音時被裹萌香打敗。

### 反學派
小宮碎藏（配音員：檜山修之）
打算用暴力滿足慾望，是混血妖怪，為流浪妖一員。與月音及萌香同班。
喜歡吃人和侵犯漂亮的女人。本被裏萌香打敗，但卻被說成被月音打敗。因此痛恨月音，並一心報復，最後被吸血鬼化的月音打敗，還被流浪妖同黨所殺（漫畫第21回「心結」）。
御堂楔
擁有壓倒性破壞力的流浪妖。極度憎狠血統純正的妖怪。
曾把萌香作為人質，以要脅月音。不過，被屍鬼化的月音打敗。住院的時候，被同黨藥丸麻子「懲罰」。
漫畫第2季第66話再度登場（僅一格），並與藥丸麻子一同擊退阿爾卡特分身。
藥丸麻子（配音員：國府田マリ子）
女性流浪妖。曾冒充護士，打算殺死月音。
能夠注入自己的體液到對方體內，以進行操縱。曾經操縱萌香去殺死月音，後被裹萌香秒殺。
在動畫第2季第4集中，把紫變成了大人的人，其把紫變成大人的目的是吸收紫的負面能量，後來被及時來到的月音眾人打敗，被裏萌香用了5秒KO。
漫畫第2季第66話再度登場（僅一格），並與御堂楔一同擊退阿爾卡特分身。
吉井霧亞
原形是由亚尔卡德所制造出来的奇米拉，身體是能變化成不同型態的，曾使用鐮刀捉走萌香，對裏萌香有興趣的流浪妖刺客。利用胡夢引萌香跌入自己的圈套。有著令人難以捉摸的飄忽性格，享受混亂。也是「反學派」一員，漫畫30回中捉走萌香。
金城北都
初登場在漫畫第29回，表面上是學園祭實行委員會會長。頭腦精明還能文能武，擁有強大的領導能力和超凡的領袖魅力。被委員會的成員和老師們置上絕對信任，一直希望學園和平。
其實真身是「人類及反學派」的老大，其過去是十分悲傷的，金城本身是一個資產家的兒子，但由於是情婦所生的兒子，所以一直被本家欺壓，後來連母親也死了，沒有屋住，就被本家的人收留並厭惡和凌虐，就是在這樣的環境長大，而言在中學畢業時打算逃離的金城，有一天在窗邊看風景時，執了一張由天空落下的傳單，這張傳單就是私立陽海學園的傳單，後來為了逃離本家而去了陽海學園，這時先知道是一間妖怪學園，並每天過血腥、暴力及不時面對死亡的校園生活。在漫畫第30回親手毀滅學園祭實行委員會及打傷所有成員，因為接受了霧亞的妖怪血液而屍鬼化（之后漫画第2季说明自己是由霧亞所制造出来的奇米拉），打算帶領「反學派」毀滅結界以消滅妖怪世界及人界。最後改變初衷，修補了結界，還在學園祭前夜時與霧亞一起離開學園。
有和月音一樣的「封魔之鎖」，後把「封魔之鎖」給扯走來用屍鬼化，後再月音給裹萌香打敗。
緒葉
把因為吸血鬼之血還殘留在身上而引發副作用的月音斬到重傷後，被殘留的吸血鬼之血轉位戰鬥模式的月音秒殺（請見漫畫第20回「侵食」）。
植芝蚓希
初登場在漫畫第29回，也是學園祭實行委員會成員。
能力是把身體變得像蚯蚓一樣細長在土中來去自如，和月音說話時打算試探月音和學園的關係，但不小心說溜嘴而被月音發現是反學派，後先拖月音入地低，後再拖打算來找月音的胡夢及美逸打算全殺，後被吸血鬼化的月音在地低下拉回去地下後被月音秒殺。
塗鴉魔
初登場在漫畫第28回，速度十分之快的流浪妖。
在校園不斷塗鴉及發放假的陽海校報，在和月音對戰時因想傷害萌香而被屍鬼化的月音打敗，後被陽海學園的人捉了。

### 畢業生
音無燦（season II登場）
初登場在漫畫第2季第18回。阳海学园毕业生，在校的时候参加新闻部，三年级时就任部长。
看上去感觉像个中学生，原形是塞壬，具有非常高的战斗能力，被列为学园历代最强之一。可是害怕她那个力量的父母抛弃了她，从幼年开始就在阳海学园的小等部及中等部的孤兒保育院中度过了。并且为了压住力量，几乎不说话，而是用纸板上写字代替「导致极度的认生」。
在漫畫第2季第20回中使用能力唱出「守護之歌」，能力是像海豚一样能够利用听不见的声音慢慢从内部击败击败对手，相当强大的力量。是连空手道主将都敬畏【更恰当是萌，蒽】的前辈。
在和阿爾卡德的戰鬥中展現了極高的牽制能力，與三大冥王之二的御子神、東方不敗聯手爭取了月音與萌香的變化時間。
招式有「守護之歌」及「無音世界」

## 主要角色的家人

### 朱染家
小蝠 / 謎之蝙蝠（season II登場）
心愛的寵物蝙蝠，曾被心愛作為10歲生日禮物送給萌香作為式妖，可是萌香沒有收下（因為太重？）。
重達100Kg（因為計算了變身的武器既重量），能夠化成各式各樣的武器。動畫中於第二季正式出場，為心愛的式妖。
朱染家四姊妹
朱染 亞愛（season II登場）
初登場在漫畫第2季第29回尾，朱染家長女，朱染一茶的私生女，其他三位妹妹的異母姐姐。自小生活在苗家，並渴望得到「真祖」的力量。
戰鬥時的冷靜和洞察力很利害，能在第一次和刈愛交手就看穿刈愛的本質。生氣時會把一切斬成兩段。十分愛護萌香，已經變成戀妹狂－妹控，但和心愛的姐控是不同的，心愛只是只限裹萌香的姐控，而亞愛就是表裹的萌香也愛。自身有一招秘術「崩月次元刀」，是東方不敗發明既史上最強利刃，是利用結界術來歪曲自己全在的「次元」，然後就穿透各種物體來內部破壞。在和萌香離別後的幾年，身高和胸部也是完全沒有長高過，這樣的身體本人相當在意。現在也是御伽之國。其母親是真祖阿爾卡特的女兒。
後來成為了朱染家下任當家。
使用「崩月次元刀」時招式「百刃繚舞」。在御伽之国空中堡垒上的决战中再次与青野月音相遇，因为青野月音学会了能克制崩月次元刀的东方不败流无影刀，并且和赤夜萌香联手与朱染亚爱交战，之后被青野月音和萌香两人击倒，失去意识。在众人击败朱染玉露之后又同众人迎战阿尔卡德，并在此期间疑似喜欢上了青野月音。
在故事的最後成為了朱染家的新首領
由自小生活在苗家，所以識得用中國拳術，招式有「拗步採手捶」。
朱染 刈愛（season II登場）
請參照御伽之國（Fairy Tail）項目。
赤夜 萌香
朱染 心愛（season II登場）
請參照新聞部項目。
真祖‧阿卡夏‧布拉德莉帕（season II登場）
初登場在漫畫第2季第29回，「三大冥王」之首，萌香的生母。樣子和「表」萌香幾乎一模一樣，萌香的封印十字架的製造者。但是與刈愛以及心愛並無血緣關係，而萌香卻從母姓。
在真祖阿爾卡特因萌香而覺醒時，因為保護萌香而遭阿爾卡特吞入體內，現時下落不明。在封印真祖 阿爾卡特時發生了誤差，因用了自身的妖力封印，所以現在自己的真祖力量和阿爾卡特的力量同化了。後來在生萌香時，因為是難產，所以就在萌香就死之前，把自己的血給了萌香，因此現在萌香也有真祖力量。
朱染 一茶（season II登場）
朱染家現任的當主，四姊妹的父親。威名遠播中國的朱染家現任當家。
御伽之國向人類開戰時，本人被玉露強行囚禁。直至阿爾卡特被消滅後，才得以獲釋。獲釋後忙於重整朱染家。
本人於後日談afterstory中登場，接受舊友陽海學園的校巴司機委託，除掉狙擊月音的刺客及成為月音的教練。
實力不下於三大冥王。能夠在30秒內輕易打倒成為了真祖的月音。
在和月音練習時曾說出自己也曾因一夫多妻而吃盡苦頭，並忠告月音也會有切身體會而要求月音做好心理準備。
告知月音最後和阿爾卡特消失的阿卡夏並不是「表」萌香而是自己的妻子，並說「表」萌香雖然係阿卡夏的分身，但同時也是「裏」萌香靈魂的一部分，雖然現在失去了「表」的形態，但是應該是和「裏」共存。
實際上是一名笨蛋父親，還是一名女兒控。
對家很注重的，只要是有人入侵家裡，就會把家毀掉。
朱染 玉露（season II登場）
刈愛和心愛的生母，相當討厭萌香和阿卡夏。和是御伽之國司令。
真祖 阿爾卡特（season II登場）
被稱為最古老的吸血鬼的男人，吸血鬼的祖先。
真面目為留有黑色長髮的美男子
過去只憑一人之力差點毀滅了人類，體內吸收了無數妖魔而化為巨大的魔物，他的攻擊只用了7天便把大陸化為了火海。
最後被三大冥王打敗，屍體在朱染家地下的長眠著。現在被移動到御伽之國根據地「空中庭院」。
200年前被封印前的一秒，製造分身脫離本體。化名假面之王成立苗家與御伽之國。為復活自己本體作準備。
真名為德古拉（Dracula），即是羅馬尼亞歷史有名的瓦拉幾亞大公弗拉德三世。
國家被鄰國消滅，卻沒有人能殺死身為不死之王的他。後來帶同年幼的阿卡夏‧布拉德莉帕東行。打算向人類復仇，並重建自己的國度。自此把自己的名字倒裝為阿爾卡特（Alucard）。
其真正目的是希望讓妖怪的存在被世人所知，並且讓自己被站在人類那邊的妖怪打倒。最後月音將萌香已損壞的十字架放上其身體，成功發動阿卡夏留下的王牌，令阿卡夏藉由阿爾卡特本體重生，並奪去大部分主控權，在此情況下終於被阿卡夏說服，願意一同消失。但由於不死的真祖想自我毀滅也是極為困難，所以眼見月音等人的成長，理念獲得傳承、已無一絲遺憾的御子神與東方不敗便一同施術，三大冥王與真祖阿爾卡特這一天一同走入歷史。
阿爾格雷（season II登場）
朱染家所養的看門狗，在幼犬時己在萌香等人身邊，現在跟在亞愛身邊。

### 黃家
黃家是擅長使用封印和結界術的家族。其家族的屋面積大過陽海學園，明明是在香港的建築物，但卻是洋館。
其家族宗旨是為取得勝利，就算要不擇手段也要勝利。
東方不敗（season II登場）
黄家的创始人，芳芳的曾曾曾祖父，很矮，以老朽稱呼自己，发家于香港。
原形是夜叉。
最强的妖术师（理事长是驱魔者），「三大冥王」之一，現在已成為二次元的宅。估计作者看《笑傲》中东方叔姨长的太妖了，太符合日本次文化，所以接收了。由手上的针可以判断应该源自《笑傲江湖》那位，現在是超級漫畫迷，現在還迷上了Cosplay。
由於年老了，所以過去的英俊外表也沒有了，也沒有女人緣了，後來相信二次元美少女，所以就變成二次宅男。但其中現在的老頭子樣貌是封印妖力後的樣子，在漫畫第2季第36回中解除了封印回復了年青的樣子。
漫畫第2季39回中，月音請求東方不敗幫他特訓，而在同話東方不敗接受了這請求。
能使用妖術叫出「飛毯子」這魔法飛毯在空中飛行。「崩月次元刀」的發明者。
術式「裹109式人體改造術」
黄 芳芳（season II登場）
黄 鈴鈴（season II登場）
苗 恬恬（season II登場）
芳芳的母親，本來是黃家對立組織苗家的女兒，後來與芳芳父親相戀結合。
是傳說中的武術高手。
招式有自創的步法「鏡花」
黄 飛鴻（season II登場）
芳芳的父親，恬恬的丈夫。外表是一個江湖老大，但其實是一位相當溫柔的父親。
不是戰士，而是一名妖術士。
招式有「召喚·炎龍紅蓮」

### 青野家
青野 響子（配音員：小島幸子）
月音的表姊，兩人的關係十分好，月音會叫響子為小響，而響子就會叫月音為阿月，其性格固執和多心，對月音也有好感，動畫第2季第7集中第一次見跟月音回來的4個女性後，就以自己看順的眼的女孩先可以認同是月音的女友（其4位女性是萌香、胡夢、紫及霙）。
在動畫第2季第11集去了陽海學園，並無意間使用了和不小心同心愛交換了的盒子中的莉莉絲之鏡，令全校所有人都變回妖怪並把內心本性暴露出來，後來想要月音不要在陽海學園讀書，但後來得知月音喜歡在陽海學園讀書而放棄帶月音走。
漫畫第36回「來訪者」中，為了保護重要的「家人」月音而去了陽海學園的校慶及要折穿陽海學園真正的樣貌，而本身是來不到陽海學園的，因為地圖上是沒有的而去只有靠巴士司機，後來在石神瞳的幫助下成功去到乘車，而石神瞳也要響子幫她轉交一封信給學園裹某個人士，漫畫中所見到的女友是（其4位女性是萌香、胡夢、紫、霙及瑠妃）
後來在漫畫第36回把信交給月音事，信封內的莉莉絲之鏡開始發動。
青野 光司
月音的父親。
撿到陽海學園的入學申請書，並決定要月音去唸陽海學園的人（當然，他並不知道那是給妖怪讀的學校）。
青野 霞（配音員：寺田春日）
月音的母親。
十分擔心月音的性教育，因為在動畫第2季第7集及漫畫39回中看見了跟月音回來的4個女性後十分自責沒有好好教月音性教育（其4位女性是萌香、胡夢、紫及美逸），十分感謝萌香，因在和月音談電話時，月音說了很多萌香的話，而這位媽媽在電話得知自己的兒子過得很好也因有很多原因關萌香而十分感謝。

### 魔女
仙童 不二子
紫的母親，紫的頭髮顏色是遺傳自不二子的，本人並不十分起眼，雖然是這樣，但在10多歲就不斷發明種種嶄新的魔具的天才，現在是魔女界最出色的高級魔具製作人。
想過在運動會的戰亂中，乘亂炸毀學園等有人注意自己，但好像被紫阻止了（請見漫畫第2季第4卷單行本的畫蛇添足卷未劇場VI）。
在動畫第2季第3集時登場，本來紫想介紹月音給他們認識，但是一直受到其他人的事而不能介紹給月音識，最後把被黑乃 揚羽和白雪 冰雪所破壞的校園收復，在動畫第2季第12集時得知其自身說話是沒有聲音的，要別人重覆不二子所說的話，也為了女兒的幸福，差點和冰雪及揚羽開戰。
仙童 珠範
紫的父親，頭髮的顏色是金髮。
在動畫第2季第3集時登場，本來紫想介紹月音給他們認識，但是一直受到其他人的事而不能介紹給月音識，最後把被黑乃 揚羽和白雪 冰雪所破壞的校園收復。
主人（配音員：前田敏子）
屬於魔女一族。對奪取魔女住處的人類抱有強烈的憎恨，打算毀滅所有人類。擅長使用操縱植物的魔法。收養了失去了雙親的瑠妃。
在漫畫中，使用了禁斷魔法，打算一舉毀滅所有人類。同時，攻擊眾主角及瑠妃。最後被裏萌香破壞了魔具以被解除魔法並死去。臨死前用最後的力量保護了瑠妃（漫畫第17回「回歸」）。
在動畫中，被設定為已死，所見的只是因瑠妃不能接受事實所製造出的影像，而且生前是個善良的魔女。
之所以這麼保護魔女之丘是因為除了是對奪取魔女住處的人類抱有強烈的憎恨，是因為這魔女之丘張被改建為放置工廠廢棄物的巨大垃圾場（請見漫畫第16回）。

### 其他
黑乃 揚羽（配音員：本多知惠子）
初登場在第9卷漫畫第35回，胡夢的母親，也是外表非常艷麗的夢魔。胡夢頭髮的顏色是遺傳自揚羽的。與純真的胡夢有著明顯的差異，跟她發生過關係的男人多不勝數。曾大膽的鼓勵月音向胡夢「進攻」。
動畫中，不知為何，和美逸的母親冰雪可能除了是高中時的舊識之外（其高中也是陽海學園），過去是對方的情敵但是最後她們所喜歡的男生－小宮權藏並未選她們兩人），在她們兩人心中就是對方令到自己沒有被權藏選擇，就是這樣，直到現在也是一見面就是互相敵對的態度（請見動畫第2季第3集）。
其使用夢魔能力的攻擊招式有「混沌化爪」、「撕裂之爪」、「胸部飛彈」及必殺技「黑暗之爪」
白雪 冰柱（配音員：皆口裕子）
初登場在第9卷漫畫第35回，白雪霙的母親，外貌和性格與霙相似，頭髮顏色是不一樣的，冰柱是銀色的，而霙的是遺傳自父親的紫藍色。不過，當失去理智的時候會用冰做出利刃。女兒的偷窺及跟蹤能力可以說是遺傳自冰雪的，其性格是比霙更難搞的，因為雪女國的男人嚴重不足，所以無論如何都要月音成為霙的丈夫，然後要二人致力於生孩子，和女兒一樣，無時無刻也在口中含住一根棒棒糖（每次也是不同的味）。
動畫中，不知為何，和胡夢的母親揚羽可能除了是高中時的舊識之外（其高中也是陽海學園），過去是對方的情敵（但是最後她們所喜歡的男生－小宮權藏並未選她們兩人），在她們兩人心中就是對方令到自己沒有被權藏選擇，就是這樣，直到現在也是一見面就是互相敵對的態度。
以前是一個武器收藏家，所以家中書櫃後面全是武器，曾夢想是做間諜。
也對月音有好感…
其使用雪女能力作攻擊的招式有「舞吹雪」、「冰柱炸裂」、「恐怖大雪人」及必殺技「超級冰凌亂舞」
雪男（配音員：三宅健太）
初登場在動畫第2季第9集。冰柱的老公，是白雪霙的父親，霙的頭髮顏色就是遺傳自雪男的。
最初是打算要救在雪山遇難的月音和心愛的，後來因為大雪的關係，霙也不知道這雪男是自己的父親而以為是有人想攻擊月音，後來攻擊父親，後來被裏萌香打敗了，在冰柱及霙解說下眾人先知雪男就是冰柱的老公和是霙的父親，也十分同意冰柱的講法，認同了月音是女婿。
雪之巫女（season II登場）
初登場在漫畫第2季第11集，雪女之村的村長，和是製造雪女之村的人，強行帶走霙並安排她和藤咲雅結婚。
Jack Frost（season II登場）
初登場在漫畫第2季第13集，是巫女的「預知能力」作為靈體具現化的全在，過去就是Jack Frost告訴預言給雪之巫女

## 御伽之國（Fairy Tail）
御伽之國的目的是顛覆人間，和陽海學園的創立目的相反。其中在新聞社第2次合宿時御伽之國第七支部被銀和宮本毀滅了（請見漫畫第2季18－22回）。
根據地是飄浮在空中的要塞，通稱「空中庭院」（請見漫畫第2季第42回）。
現在7名支部中有6名出場了，分別為第一支部部長－藤咲雅、第二支部部長朱染 一茶、第三支部部長－九曜、第四支部部長－苗西龍、第五支部部長－雷禍、第六支部部長－幽鬼骸煉和第七支部部長－神谷奏（以上的排名只是將分部的數字順序，並不是各人的出場次序）。
當中，御伽之國第二支部的成員全部也是吸血鬼，另外第二支部也是玉露的直屬暗殺部隊。

## 御伽之國（Fairy Tail）成員名單
假面之王（season II登場）
初登場在漫畫第49回，是御伽之國司令另外一位首領。
非常痛恨東方不敗，暗中支配苗家的人，但其實是黃家和苗家都十分憎恨。
就是假面之王殺死了和黃家簽定和解條約既西龍的父親。
真面目是藤咲雅
藤咲 雅（season II登場）
初登場在漫畫第2季第11回，是第一支部部長。是雪之巫女預言是美逸的真命天子，內心想得到雪女之村。
漫畫第11回中強吻及差點侵犯美逸，但因為自身認為美逸還是小鬼孩所以就沒有侵犯美逸，是刈愛的雇主。
在漫畫第50回中，背叛了御伽之國，因背叛御伽之國而被霧亞追殺。實際上，這是他為了確認萌香配戴的封印十字架真正能力所做出來的戲。
真正身份是亞爾卡德在被封印前一秒製造的分身，以面具之王的身份組建及暗中操控苗家與御伽之國。也是一切事件的元兇。
朱染 玉露（season II登場）
刈愛和心愛的生母，相當討厭萌香和阿卡夏。和是御伽之國司令。
其「妖氣探知」的方面是家族中無人能及。能在眾多妖怪之中找出月音等人對她不滿的妖氣。
「神之視點」這一招能探知數千公里的妖氣。
封印道具是髮式
朱染 亞愛（season II登場）
朱染家長女，朱染一茶的私生女，其他三位妹妹的異母姐姐。
吉井 霧亞
season II時為「御伽之國」所屬，現在是第一分部副部長。正體是以亞爾卡德的遺傳因子製作的合成獸。
在漫畫第2季第28回中再次出現，後來再在第38回中出現，在漫畫第50回中因受人吩咐而去追殺藤咲。
亞爾卡德消失，無法接受藤咲 雅的自我犧牲,後來成為了「御伽之國」的首領。
金城 北都
season II時為「御伽之國」所屬，現在是第一分部參謀。
在漫畫第2季第28回中坐輪椅再次出現，後來再在第38回中出現，因為月音等人想救回萌香和自身要「極秘」地從亞愛中搶走萌香而強行月音和他建立「同盟協定」，在走時留下了之後的計劃、必要的數據CD（重要機密都在這CD上）和聯絡用的電話。
漫畫第43－44回中，因為被玉露發現了月音等人後，因月音等人還所救萌香和阻止阿爾卡特復活而和月音分道揚鑣逃走。
漫畫第55回中再次出現，救了被幽鬼骸煉襲擊的芳芳和紫，並救了受傷的胡夢及美逸。
因為力量使用過度,變成了植物人。
朱染 刈愛（season II登場）
萌香和心愛的姐姐，是朱染No.1的殺手，平時是純真、無垢的情格，在萌香還未被封印時，是家中最大方的人，在心愛懂事時已經是殺手了。
工作時會一邊哭一邊殺人，但在小時候上的殺手課程，把她訓練到殺人時不會猶豫，殺人時所流的眼淚是為了把目的以外的任何東西流走，把自己厭爭的感情流走，就算是對姐妹的愛也一樣，身上也有十字架的封印，刈愛的是耳環，解開後能使用變身能力，但刈愛的變身能力是不同的，是攻擊特化的能力，在戰鬥時會把自己的「痛覺」都麻痺，而這使她在戰鬥時能把吸血鬼的強大肉體、治療能力及「痛覺」麻痺能力加起來變成短暫的不死身，但因為「痛覺」麻痺的能力，使自身可以在不注意的情況受了致命傷而死。
臨死前雅注入真祖之血給刈愛使她復活并變成為真祖吸血鬼,並表明不要再殺人。
朱染 一茶（season II登場）
在漫畫第57回中再次出場，萌香四姐妹的父親，朱染家當家，同時也是御伽之国第2支部部長。實際上並非本人。只是一名不知名的妖怪偽裝而成的。
九曜（配音員：池田秀一）
在漫畫50回中再次出場，是公安委員會既頭目，但其實是御伽之國派去學園的間諜。
現在是御伽之國是第3支部部長。在漫畫第52回中，再次被月音打敗。
苗西龍（season II登場）
初登場在漫畫第2季第47回出場，御伽之國是第4支部部長，是芳芳的是親戚關係（其母親和芳芳的母親是姊妹關係），是苗家當家，和芳芳是自細就認識的朋友，之所以當年和芳芳反目成仇是因為被御伽之國威脅，後在第48回被芳芳和紫打敗，之後第50回和芳芳和解。
有「花葬之西龍」這稱號。
招式有「鈍刀·花」、「千刃弔花」
露蝶（season II登場）
初登場在漫畫第2季第47回出場，御伽之國是第4支部副部長，最喜歡欺侮被她弱小的人。是苗家的人。被芳芳打敗。
使用小刀和電鍍來戰鬥。
雷禍（season II登場）
初登場在漫畫第2季第44回出場，御伽之國是第5支部長。正體是雷獸，後來在46回被瑠妃打敗。
招式是「雷神艶色」和最強攻擊「絕雷」。
幽鬼骸煉（season II登場）
初登場在漫畫第50回，御伽之國是第6支部部長，知道西龍父親的事，後突襲芳芳和紫。
神谷 奏（season II登場）
第二年的夏天宿營時登場，第七支部的支部長。正體是塞壬，4年前殺死了川本 瑪琳的老公，其夢想是有一天在一個滿街是人的大都會中唱歌來不斷殺人，看自己能殺到多少人和能把屍推到如何高及殺這麼多人的快感是如何的。
能用自己的歌聲來唱「死之旋律」攻擊，其「死之旋律」中有幾首的「葬送曲」（如椿所使用的葬送曲04），和使用自身的翼把羽毛射出去的「天使之散彈」，及識得使用高級魔法「空間傳送術。水鏡」來召喚同伴，能唱出最強攻擊「憐憫惡魔之歌」。
椿 六郎（season II登場）
第七支部的偵察兵，正體不明，利用MP3及小型喇叭而把由神谷所錄好的音樂「死之旋律」來戰鬥。

## 其他
巴士司機（本名不詳）（配音員：井上倫宏）
能夠駕駛巴士穿梭學園及人界的巴士司機。
一開始就看穿了月音為人類的身份。經常說出故弄玄虛的對白，又豪爽地吸雪茄及作出可疑的笑容（裝酷？），身份非常神秘。
在第10卷漫畫中，自稱為學園理事長的老朋友，並認為自己有責任照顧月音。因此，會暗中留意月音。
在漫畫第2季第52回中，得知除了巴士以外，連飛船也識得操控。
與萌香的父親朱染一茶是舊友。在後日談afterstory中，委託一茶作為下任理事長月音的教練以及消滅企圖刺殺月音的刺客。
真面目是滑頭鬼
小戀（配音員：子安武人）
可愛的蝙蝠，在狀況和用語等的解說時登場。同時，測量萌香覺醒後花了多少時間擊敗敵人。（只會在動畫測量）動畫中兼顧小戀的工作，成為心愛的武器。
在動畫第2季第10集中，變身為人型妖怪並化名 伊集院光太郎，並用魅惑之聲令到全校的的人都變成奴隸，後來差點連心愛也變成奴隸，但後來在月音的努力下，裏萌香成功出現，並打敗伊集院光太郎，這後來所有受到魅惑之聲的攻擊的人既效果也解除了，並忘記，但只有月音、萌香和心愛沒有忘記。
使用魅惑之聲時會發出我愛你的法語「Jet'aime」
川本 瑪琳（season II登場）
燦在人界工作的民族的老闆娘，其老公被神谷 奏所殺，因而失意，後遇燦先重拾自言，但最初得知燦是妖怪而十分驚，後來因為燦的捨身相救和相起和燦的約定（要兩個人把這裡變成海邊第一的宿舍）而接受妖怪。
百式（season II登場）
初登場於漫畫第27回「約定好囉」，原型是百足神，平時壓抑自己想食人的相法，似乎和學園長認識，是學園的畢業生，現在就在人類世界新活，有時想食人，就連女朋友也想食（其女朋友是人類），因受人奉命而去食月音，所以一各月音見面就開始攻擊月音，後因知月音想食萌香的血而捉住萌香並打傷萌香，令萌香的血淺出來，被因接觸到萌香的血而屍鬼化的月音打敗。
竊盗團（season II登場）
初登場在漫畫第2季第4集，竊盗團是3名妖怪，在人間到處搶劫的妖怪惡徒，因在人間搶劫時出了一點事情而去到陽海學園避難，在陽海學園發生的「路人殺手」事件好像並不是竊盗團做的，只是在潛入陽海學園時順手解決了真正的「路人殺手」們，後用他們的身分到處犯案（請見畫第2季第5集），後來被月音等人打敗，後被捉走押解歸案，被判送去勞改設施勞改。
竊盗團老大，種族是分身，是一名能用右手把碰到的人既臉複製到左手碰到臉的人，也就是能容貌的複製臉、性格、體格和被複製的人既種類能力及特性，和有粘貼被複製的人既臉在自身或他人的能力，精通所有武術（如空手道、中國功夫及拳擊等等）雖然平時是裝到十分酷及喜歡吸煙，但其實是有女性恐懼症的，和女性對視也會面紅的人來，本身複製了月音的樣貌，打算去殺來救月音的胡夢等人，但被胡夢等人平時對月音做的所作所為而半失敗，後來被紫發現右手上沒有「封魔之鎖」及被心愛試到自身的血不是月音的甜美而是有十分重的煙味就被眾人折穿，之後複製了胡夢的身體後，被月音打敗，在逃走時撞到萌香，之後複製了裹萌香的能力，但因為吸血鬼怕十字架而被胡夢及美逸一起使用雙人技來打至重傷後被裹萌香打敗。
竊盗團中假扮在陽海學園犯案的「路人殺手」（因平時在犯案時，在竊盗團中是做殺人的工作），種族是土蜘蛛，有6隻手的妖怪，喜歡用4隻手捉住被害者的手腳，再用兩隻手來用小刀攻擊被害者，平時會吐嘈有女性恐懼症的老大，喜歡把用刀攻擊被害耆而有的快感，後本想殺萌香時，被屍鬼化的月音秒殺。
竊盗團的最後一位成員，種族是牛鬼（請見畫第2季第5集），在登場不久就被胡夢及美逸合力打敗。
小宮權藏
是小宮碎藏的父親，過去是一名美男，是黑乃 揚羽及白雪 冰雪所喜歡的男生，但是現在變成了一名又肥又不俊俏的男子（請見動畫第2季第3集）。
由地豊
初登場在漫畫第24回，私立陽光學園附屬醫院的醫師，後來被藥丸麻子操縱攻擊萌香之後被萌香用花瓶打敗。
莉莉絲之鏡
莉莉絲是附喪神，是經年累月而有靈魂的妖怪，是食人類靈魂的妖怪，能把變裝的妖怪變回原來的樣子並會強制顯現真面目、本性、秘密及慾望的暴戾之鏡和能夠用妖術操縱妖怪。
漫畫原本是放在人世的，後被石神瞳偷走，並給響子，並在學園搞事，後被裹萌香打敗之後被石神瞳帶走，之後再被理事長捉到了。
動漫畫第2季第11集中被心愛偷走，也是和響子交換了，原本被裹萌香打敗，但後來把鏡照自己來提升力量，後照萌香把萌香分成兩人，其後被來幫手的胡夢紫、美逸及瑠妃打敗。
漫畫第2季第15回中得知其現在得到理事長的准許而被派遣工作。

## 動畫原創人物
萌香老爹（配音員：森功至）
赤夜家的主人，萌香的老爹，動畫中萌香十字架的制造者（漫畫中原為萌香生母）。在第二季最后一集出现，擁有比S級妖怪還強大的力量，另外很討厭人類。
漫畫之中萌香的老爹則為朱染一茶,而且是在後日談才出現。
的呀的呀子
僵尸，变身后身穿清朝官服（清朝有女官吗？），疑为中国人。擅长使棍子，是公安委员会的一员。
亞婦皿（配音員：氷上恭子）
學校的料理科老師，對咖哩有十分大的堅持，並說「料理就是藝術，藝術即爆發，爆發就要辣」，真身是印度神話中的水之妖精－奧普薩拉斯。
為了令人知道何謂真正的咖哩而使這間學校的人都愛上了咖哩，但是吃了亞婦皿的咖哩會使人變成只會食咖哩和身體會變回，後來因為白雪的努力把月音變回正常後，月音把萌香的十字架摘下而被裏萌香用了58秒KO。
笠原 浩蔵（配音員：鳥海浩輔）
平 坊三郎（配音員：小野塚貴志）
長井 首作（配音員：鈴木千尋）
鬼山 敦子（配音員：矢作紗友里）
蝶野 志染（配音員：真堂圭）
水野 須磨（配音員：阿澄佳奈）
土佐的天狗（配音員：堀内賢雄）
動畫第2季第6話登場。馬獣工業四天王中其中1人，是總長，平時總是載住一個天狗面具，但面具下的樣子也是和面具一樣的，馬獣工業四天王都有制霸全國的夢想，其後全員也因裏萌香力量做萌香的手下。
招式有「乾坤一釣」
讃岐的不知火（配音員：江一眞）
アニメ第2期第6話のみ登場。火の妖怪。馬獣工業四天王（副総長）の一人。痩身の男，馬獣工業四天王都有制霸全國的夢想。
招式有「讃岐火之舞」
伊予的座敷童子（配音員：興津和幸）
動畫第2季第6話登場。馬獣工業四天王中其中1人，是親衛隊隊長。身型相當細小，馬獣工業四天王都有制霸全國的夢想。
招式有「落枕攻擊」
阿波的海坊主（配音員：金光宣明）
動畫第2季第6話登場。馬獣工業四天王中其中1人，是特攻隊長。相當肥，在自己心目中把H－Cup以下的都是平乳，馬獣工業四天王都有制霸全國的夢想。
招式有「阿波崩壞之舞」

## 遊戲原創人物
夕凪琴織（配音員：遠藤綾）
遊戲『七夕的陽海學園小姐』中登場。
天路夏彦（配音員：川野剛稔）
遊戲『七夕的陽海學園小姐』中登場。
音無 蘭・凛・蓮（配音員：高本惠）
遊戲『戀與夢的狂想曲』中登場。

## 關聯項目
- 十字架與吸血鬼